# 水盐生菌属
水盐生菌属（学名：Salinibius）是糖螺菌科下的一个属。

## 下属物种
本属包括以下物种：
- 卤水水盐生菌 Salinibius halmophilus[2]